# LaMarcus Adna Thompson
Pour les articles homonymes, voir Thompson.

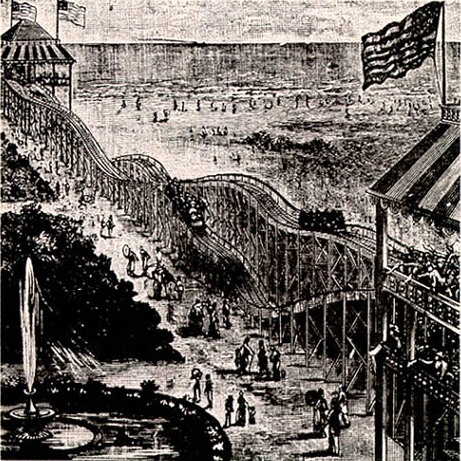
Switchback Railway (1884), par LaMarcus Adna Thompson.

LaMarcus Adna Thompson est un inventeur et homme d'affaires américain né le 8 mars 1848 à Jersey, Licking County, dans l'Ohio et décédé le 8 mai 1919 à Glen Cove dans l'État de New York. Il est célèbre pour avoir déposé le premier brevet pour les montagnes russes le 20 janvier 1865.